# Leah Betts
Pour les articles homonymes, voir Betts.
Leah Sarah Betts est une étudiante anglaise de Latchingdon (Essex) née le 1er novembre 1977 et morte 16 novembre 1995. Elle est célèbre pour son décès par intoxication par l'eau, quinze jours après son 18e anniversaire.

## Décès
Le 11 novembre 1995, Leah consomme de la MDMA (extasy), et boit ensuite près de 7 litres d'eau en 90 minutes environ. Cette consommation excessive est attribuée plus tard soit à la croyance populaire erronée selon laquelle l'eau est un antidote aux effets chimiques de la drogue, soit au fait qu'elle ait suivi trop scrupuleusement le conseil donné aux consommateurs de MDMA de bien s'hydrater (pour pallier la déshydratation que peuvent entraîner plusieurs heures de danse d'affilée). Quatre heures plus tard elle sombre dans le coma, et meurt quelques jours après.

## Impact
À la suite de son décès, une image de Leah dans son lit d'hôpital en soins intensifs fait le tour des médias anglo-saxons (elle est affichée sur plus de 1 500 billboards), avec l'autorisation de ses parents qui souhaitaient faire prendre conscience au grand public des risques liés à la consommation de drogue. L'impact médiatique au Royaume-Uni est important, notamment parce que la jeune fille est issu d'un famille de classe moyenne classique (son père est un ex-policier, sa belle-mère infirmière) et que la presse relaie qu'il s'agissait de sa première consommation de drogue. Une campagne de prévention fut lancée à la suite de l'incident, avec notamment la production du film Sorted (montré à plus de 500 000 enfants dans le pays) et les visites fréquentes des parents de la victime dans des écoles (plus de 2 500 en 10 ans).